# Neanias pliginskyi
Neanias pliginskyi är en insektsart som beskrevs av Andrej Vasiljevitj Gorochov 2008. Neanias pliginskyi ingår i släktet Neanias och familjen Gryllacrididae. Inga underarter finns listade i Catalogue of Life.